# Copa Camel
La Copa Camel fue un torneo de fútbol de carácter amistoso patrocinado por la marca de cigarrillos Camel. Tuvo un total de 4 ediciones, todas desarrolladas en los Estados Unidos, entre los años de 1985 y 1991.
Los equipos contendientes eran elegidos por invitación y el formato de juego variaba en cada torneo según la cantidad de equipos participantes. Todos los partidos finales fueron en el Memorial Coliseum de Los Ángeles.

## Historia
En 1985, la marca estadounidense de cigarrillos Camel, decide patrocinar y dar su nombre a este torneo para que más consumidores compren su producto. La primera edición se jugó con el Atlas de México, Comunicaciones de Guatemala, FAS de El Salvador y Saprissa de Costa Rica, siendo este último el campeón al derrotar en la final al Atlas por marcador de 1-0.
La segunda edición se jugó 3 años después y esta vez participaron 8 equipos. El campeón fue el Herediano costarricense al vencer a los Leones Negros de la Universidad de Guadalajara mexicano por 2-0. Además el campeón de esta edición clasificaba a la Supercopa Interamericana.
La tercera edición se llevó a cabo dos años más tarde y volvieron a participar cuatro clubes, esta vez invitando a un club de la Conmebol, Alianza Lima de Perú. El formato cambió y se hizo una cuadrangular a dos partidos, el campeón fue el América de México.
La cuarta y última edición volvió a tener un club de Sudamérica y fue el Vasco da Gama de Brasil, que terminó tercero al vencer al Guadalajara de México y el campeón y subcampeón fue el Monterrey al batir por penales a Luis Ángel Firpo de El Salvador.

## Historial
| Año  | Campeón   | Resultado      | Subcampeón       | Tercer lugar   | Cuarto lugar |
| ---- | --------- | -------------- | ---------------- | -------------- | ------------ |
| 1985 | Saprissa  | 1-0            | Atlas            | Comunicaciones | FAS          |
| 1988 | Herediano | 2-0            | Leones Negros    | Toluca         | Olimpia      |
| 1990 | América   | Liga           | Municipal        | Alianza Lima   | Alianza      |
| 1991 | Monterrey | 0-0 (5-3 pen.) | Luis Ángel Firpo | Vasco da Gama  | Guadalajara  |

## Palmarés

### Títulos por equipo
| Equipo           | Títulos | Subtítulos | Años campeón | Años subcampeón |
| ---------------- | ------- | ---------- | ------------ | --------------- |
| Saprissa         | 1       | 0          | 1985         | -               |
| Herediano        | 1       | 0          | 1988         | -               |
| América          | 1       | 0          | 1990         | -               |
| Monterrey        | 1       | 0          | 1991         | -               |
| Atlas            | 0       | 1          | -            | 1985            |
| Leones Negros    | 0       | 1          | -            | 1988            |
| Municipal        | 0       | 1          | -            | 1990            |
| Luis Ángel Firpo | 0       | 1          | -            | 1991            |

### Títulos por país
| País        | Títulos | Subtítulos |
| ----------- | ------- | ---------- |
| México      | 2       | 2          |
| Costa Rica  | 2       | 0          |
| Guatemala   | 0       | 1          |
| El Salvador | 0       | 1          |